# 経絡秘孔
経絡秘孔（けいらくひこう）は、漫画『北斗の拳』・『蒼天の拳』に登場する架空の人間の急所である。少林寺拳法開祖宗道臣が著作で人間の急所経穴を表現した言葉に由来する。

## 概説
経絡というのは、東洋医学の用語で、気の流れるルートとされるもので、鍼灸で施術に使用されるのは経絡の要所である経穴 （けいけつ）であり、一般的にはツボと呼ばれる。
北斗神拳と西斗月拳ではそれらの要所（秘孔）を突くことにより敵を破裂させたり、人体を強化することができるとする。なお秘孔は、『北斗の拳』の時点で708個が発見されており、北斗の拳作中に登場する経絡秘孔の名称及び位置の多くは、実際の経穴と一致や一部改称されて使用されている物が多いが、一部において明らかに位置が違うものがある。南斗聖拳にも北斗神拳ほどではないが、秘孔を使う技が存在しており、六聖拳の一人であるレイがケンシロウと示し合わせて数分間相手を仮死状態にする秘孔を突いている。また北斗琉拳にも同じように経絡破孔と呼ばれるものが存在しこちらも人体の要所（破孔）を突くことにより人体に様々な変化を与える。破孔は「北斗の拳」の時点で1109個発見されている。
日本少林寺拳法では「圧法」という高段者のみが使える秘術があり、これを取材した原哲夫がヒントを得て漫画『北斗の拳』を生み出した。なお、初期の読み切り版『北斗の拳』には「泰山寺拳法」という流派が出てきており、その建物は日本少林寺拳法の本部に酷似している。
必殺技のヒントを探していた編集者の堀江信彦が中国の本を集めた古書店で医学書を見ていた時、中国の医学生がツボを研究していて目のツボを刺激しすぎてかえって目が悪くなった、という記述を見つけたのがきっかけだと、堀江自身はNHK（日本放送協会）の番組で述べた。

## 秘孔一覧
- 頭維（四合）

突いた指を抜いてから3秒後に死ぬ。
- 頭顳

脳の動きを麻痺させ、一時的に動けなくさせる。正気に戻っても秘孔を突かれた瞬間の記憶をも消し去ってしまう。逆に記憶を呼び起こすこともできる。自らの意思とは関係なく、相手から尋ねられた物のある方向を指し示し後に爆死する。
- 命門

突かれてから1分後、背骨が背中の筋肉の張力に負けて2つに折れてしまう。
- 明見

本人の意思とは関係なく腕が左右に拡がり続ける。
- 定神

錯乱状態にある者を気絶させ、目覚めたときに落ち着かせる。
- 瞳明

眼球を裏返させ、視力を完全に失わせる。
- 新一

自らの意志とは関係なく相手の質問に答えてしまう。
- 新伏免

意志とは無関係に両腕を背後に回させ、一歩でも動けば爆死する。
- 頬内

顎の力を失わせる。
- 大胸筋

筋肉をブヨブヨの脂肪に変え、しばらくすると逆に体は硬直し始め、最後には動かなくなる。
- 健明

目が見えるようになる。
- 龍頷

痛覚神経を剥き出しにされる。
- 戦癰

両腕を真横に伸ばしたまま、身体を動かせなくなる
- 膝限

自分の意志とは無関係に足が後ろへ進んでしまう。
- 牽正

痛みがないまま膝、首、腕が反対方向に曲がり、快感を得ながら死ぬ。
- 新血愁

不定期に身体のどこかが激痛と共に壊れていき、3日後に全身から血を噴き出して死ぬ。
- 心霊台

新血愁で全身から血を噴き出すまでの期間が少し伸びるが、効果が現れるまでの過程で凄まじい激痛に襲われる。
- 新膻中

使用者の声がかからない限り動けなくなる。
- 頸中

強烈な痛みを持続的に感じる。
- 下扶突

強烈な痛みを持続的に感じる。
- 児鳩胸

目の遠近感を失わせる。
- 人中極

秘孔のなかで最も破壊力を持ち、突かれてから3秒後に死ぬ。
- 刹活孔

両腿の内側にあり、一時のみ強力な力を得るが、寿命が縮まる。
- 鏡明

手が破裂し、そのまま崩れ去る。
- 解唖門天聴

自分の意志とは関係なく口を割り、逆らおうとすれば肉体が血を噴きやがて崩壊する。
- 喘破

息を吐くことはできても、吸うことができなくなる。
- 上血海

片足が一時的に動かなくなる。
- 戈穴

戦闘を行う上で有利になれる秘孔の1つ。
- 詞宝林

聖塔の前でケンシロウが自ら突くと、北斗宗家の封印が解かれ、碑に刻まれた文字を解読できる。
- 安騫孔

毒素に対する抵抗力が倍加する。
- 王柱

人間の立位、歩行に関わる。
- 亜血愁

出血や激痛を止める。
- 椎神

動きを止める、歩行を困難にする。
- 閉血愁

苦痛をやわらげ、緩やかに心臓を停止させる。
- 上顎

自分の意志に関係なく質問に答える。
- 止動穴

額にあり、効果は不明。
- 忘神

徐々に記憶を取り戻す。
- 全知

自分の意志に関係なく、どんなものでも飲み干す。ただし「現在している動作をやめられなくなる」効果の可能性もある。
- 風厳

術者の言うことを何でも聞く。
- 鬼床

歯が全部抜け、目玉が飛び出る。
- 大指甲根

声が出せなくなる。無理に大声を出そうとすると喉が破裂し、流血する。
- 死破骨

激痛と引き換えに身体の持つ免疫細胞の能力を一時的に向上させ、毒を無効化するが、さらなる代償として余命がごく限られたものとなる。

## 破孔一覧
- 悶堪孔

具体的には不明だが、致命的な破孔。力量の不十分な子供の力でも致命傷に至る程効果が強い。
- 経星

封じられた記憶を取り戻す。
- 死環白

一時的に視覚と情愛、記憶を失い、再び目が開かれたとき初めてみた人間に情愛の全てを捧げる。

## その他
- 『北斗の拳』に登場。アミバが発見した新秘孔で、アミバと対峙したケンシロウにとっては未知の秘孔。
  - 激振孔（心臓の運動が急激に増幅し、血管が破れて死亡する）

- 『天の覇王 北斗の拳ラオウ外伝』に登場。アミバが突いた秘孔だが、トキによると存在しない秘孔。
  - 天悶（てんもん）
  - 神蛾（しんが）
  - 胸凶（きょうきょう）

- 2009年放送の『ルパン三世VS名探偵コナン』に登場し、ルパンが使った秘孔。お金を入れても飲料が出てこない自動販売機に対して使う。この時、ルパンがハッキリと「経絡秘孔の1つ」と発言している。なお、本作にはケンシロウ役だった神谷明が毛利小五郎役として出演している。
  - 出すっきゃねぇでしょのツボ

## 秘孔が効かない場合
経絡秘孔や経絡破孔は突けば確実に効果が現れるわけではなく、様々な要因で無効化される場合もある。またこの他にも特殊な現象が存在する。以下に例を挙げる。

### 北斗の拳
- サザンクロス編の終盤、シンはケンシロウに倒され、秘孔を突かれて残り1分の命となった。しかし、ケンシロウへの意地から1分が経つよりも先に「俺はお前の拳では死なぬ」と自らの居城から飛び降りて命を絶った結果、秘孔による爆発等は中途半端なもので終わった。このように、秘孔を突かれて命が残りわずかになっても、それより先に絶命すると秘孔の効果は抑えられる。
  - 一方、風雲竜虎編の牙一族編ではケンシロウから北斗千手壊拳を受けたケマダが残り5秒の命となり、これに対して「5秒なんて嫌」と命乞いするがレイから「では今死ね」と全身を切断されて多数の肉片と化し、その肉片はしっかりと爆発している。全身を切られた時点で死亡しているのに秘孔の効果が出ているということだが、生きているイカやタコの足を切断しても切られた足がしばらくの間単体で動き続けているのと同じように、損傷の度合いによって「まだ生物学的に生きている状態」ならば効果は現れる模様。
- 風雲竜虎編のジャギ編では回想シーンにおいて、ケンシロウとジャギがお互いの体の秘孔がある場所に丸い印を書かれた状態で組み手を行い、ジャギが北斗千手殺でケンシロウの秘孔を突いたかに見えたが、突き場所は外れており[注 5]全く効かなかった。そしてその時ジャギの秘孔はケンシロウによって既に突かれていたが、血縁の無い義兄とはいえ兄のジャギを殺せない甘さのあったケンシロウは突きに十分な力を込めず、ただ秘孔のある場所に薄赤い痣を付けただけだった。
- 風雲竜虎編のジャギ編で、自分に向けて銃の引き金を引くという秘孔[注 6]を打たれたジャギが、自身の上腕の秘孔をついて、その効果を打ち消した。同様の方法で、ラオウがレイに打った「新血愁」の効果をトキが「心霊台」を打つことで一時的に効果を押さえた。また、アミバの死ぬ寸前のやりとりから膝限の効果を打ち消す秘孔もあると推察されるが、この時のアミバは指が無くなっていたのでどうしようもなかった。ただしこの方法は全ての秘孔に適応できるわけではなく、アミバが発見した激振孔をケンシロウが直接解除できなかったり、新血愁に対する心霊台の効果も一時的なものでしかないなど、完全な解除方法が無い・未発見である秘孔もあった。
- 風雲竜虎編のアミバ編でケンシロウはトキに成り済ましていたアミバに秘孔を突かれて動けなくなるが、そこに現れたレイからアミバの正体を聞かされた後に北斗神拳の奥義「秘孔封じ」によって体の自由を取り戻した。この時ケンシロウはアミバに向けて「突いたのが本物のトキなら防ぐことは出来ない」と語っていた。後にマミヤの村でラオウと対峙した折、トキは自分の戦いをケンシロウに見せようとあえて秘孔を突いて身動きを封じ、自分が声をかけない限り動けなくした。これに対しケンシロウは自力で体の自由を取り戻そうとするも、結局は特殊な状態になるまで、トキに自分を解放するよう叫ぶ以外のあらゆる行動を封じられた。
- 乱世覇道編でケンシロウの前に立ちはだかったサウザーは、初戦でケンシロウに人中極を突かれて残り3秒の命となるはずが全く効かず、その後もケンシロウの秘孔を突かれても全く効かなかった。そして2度目の戦いの中で、ケンシロウはサウザーの「帝王の血が流れる肉体」の正体が、秘孔が表裏逆の位置に存在する特異体質であることを突き止める。そして全身の気の巡りを調べて正確な秘孔の位置を露にするが、それは戦いを見守っていたラオウをして「それもあのような位置に…」と言わせるくらい、常人とはかけ離れた秘孔の配置だった。
- 天帝編で元斗皇拳の使い手ファルコは、ケンシロウとの戦いの中で戈穴を突かれるが、その周囲の細胞を自ら焼き尽くして死滅させるという元斗皇拳流の「秘孔封じ」で無力化した。
- 修羅の国編で、北斗琉拳の大老ジュウケイは弟子ヒョウの記憶を封印した際、改めて封印を解く時に備えてヒョウの体に細工をしていた。しかし実際にはヒョウの記憶の封印への躊躇いから記憶の封印に失敗し、それを見抜いたカイオウから背中の破孔を突かれて記憶を封印され、額の復元破孔を突かれても記憶の封印が解けないように細工された。その後ジュウケイが封印を解くべく額の復元破孔を突いた際には一時的に記憶が戻るも、カイオウが突いた背中の破孔から血が噴き出した後、復元破孔の効果を打ち消された。そして、その状態のままケンシロウと対峙したヒョウは、ケンシロウに秘孔を突かれたが刃物で秘孔を抉り、効き目を消した。その後、今度は自分の周囲の空間を魔闘気で歪める事で自分の秘孔を正確に突けなくするが、ケンシロウは剛拳でヒョウの肉体を砕き割る戦法に切り替えたので全く意味を成さなかった。この戦いぶりに対するヒョウの疑問は記憶を蘇らせるきっかけとなった。また、カイオウは北斗宗家の聖殿である泰聖殿でシャチと交戦し、戦いの影響で床が崩れてたどり着いた地下室で致命傷を与えるが、そこでシャチは安置されていた女人像から不思議な力を得て立ち上がり、カイオウに傷を負わせるほどの活躍を見せた。これに対しカイオウは経絡破孔を突くも効果は無く、「この男は既に死んでいるのか」と驚愕した。そして終盤でカイオウは暗琉天破とのコンボでケンシロウの破孔を突くが、既に女人像に封印されていた北斗宗家の秘拳における受身の技を伝授されたケンシロウには効かなかった。なお、カイオウとケンシロウは共に北斗宗家の血を引く末裔であり、カイオウが拳が効かない理由をケンシロウは「お前が使ったのもまた宗家の拳。受身の技が極められていて実戦での攻撃力を封じていた」と評した。
- ブランカ編でケンシロウが対峙したブランカの兵は、ケンシロウに致命の秘孔を突かれて重傷を負ってもなお戦い続け、最後には「ブランカ、万歳」と唱えながら死んでいき、ケンシロウを驚愕させた。ただしこれは元来神への信仰心とブランカへの愛国心を抱いていたのが、「光帝」ことバランを崇拝する狂信者へと化した生粋のブランカ兵にのみ見られる現象で、バランの力に惹かれてやって来たゴロツキ上がりの兵には全く見られなかった。
- 修羅の国編の後半でカイオウから死環白を突かれたリンは、ケンシロウからリンを託されたバットから目隠しを外されてからその効果によってバットを愛するようになっていたが、バット・リン編で死環白の生み出した偽りの愛を受け入れられなかったバットはリンとの結婚式にて、リンの秘孔を突いて記憶を奪うことによって強引に死環白の効き目を打ち消した。その後リンは記憶の戻らぬままユリアの起こした奇跡によって記憶を失ったケンシロウと出会うが、バットやボルゲとの闘いの中で記憶を取り戻したケンシロウの姿を見る内に、死環白を突かれる以前のものを含む全ての記憶を取り戻した。

### 真救世主伝説 北斗の拳ZERO ケンシロウ伝
- 「気」を上手くコントロールできなければ、秘孔は効かない。シンに敗れて胸に七つ傷を負ったケンシロウは、半死半生のまま彷徨い、奴隷売買の街ゲッソーシティに囚われの身になる。そこで「熊殺し」の異名をとる巨漢ガデスと決闘することとなる。果たしてケンシロウは秘孔を突くが、傷が癒えぬ状態では、強い「気」を秘孔に上手く打ち込むことができず、秘孔の効果は得られなかった。

### 蒼天の拳
- 北斗孫家拳の伝承者である霊王こと芒狂雲は、北斗神拳を超えようと修行を重ねた末、孫家拳の奥義「秘孔変位」を会得した。これは血と気の流れを変えることで秘孔の位置さえも変える奥義であり、北斗神拳に挑もうとする狂雲を止めようとした彼の師父は退く意思を見せない狂雲と戦い彼の秘孔を突くが、秘孔変位によって全く効かず、敗死した。その後、狂雲は霞拳志郎との2度目の戦いで秘孔変位を用いて優位に立ったかに見えたが、拳志郎から自分の意志では絶対に意思を変えることのできない秘孔である秘孔「奇穴」を突かれて敗れた。なお、秘孔変位を極めたかどうか確認するためには実際に秘孔を突く必要があるが、当の狂雲は「命が惜しくて致命の秘孔を突けぬ」と独力で極めることが出来ず、阿片の力を借りて恐怖を克服したものの、その肉体は蝕まれ崩壊は時間の問題であった。
- 秘孔を突く際には秘孔の場所だけでなく力加減も適切でなければ効果は現れない。これを「点穴の術」という。北斗の拳の傍流に位置する極十字聖拳の使い手の流飛燕は霞拳志郎との闘いで、拳志郎が自分の秘孔を突く際にわざと前進して秘孔を深々と突き刺させる事で、ただ秘孔のある場所に大きな突き傷を負うだけで効果を打ち消す「点穴の術破り」を行った。なお、飛燕が言うにはこれは元々は拳志郎の父にして北斗神拳先代伝承者の霞鉄心が、かつて飛燕の師にして極十字聖拳の創始者である魏瑞鷹との果し合いの中で用いたとのこと。
- 秘孔の効果が伝わる速度よりも、肉体の治癒速度がそれを上回って早い場合も無効化される。第二部「リジェネシス」で登場する敵組織「ホレブ族」は、この能力を人間に人為的に付与することに成功しており、その技術を「死突琉変異」と呼ぶ。

### 天の覇王 北斗の拳ラオウ外伝
- ユダの策により拳王府を襲撃したサウザーを迎え撃ったラオウはサウザーに拳を放つが、サウザーの体の謎を知らなかったラオウは剛力の拳でダメージこそ与えるも、秘孔の術が効かないためその威力は減じており、サウザーに反撃を許す余裕を与えていた。このため、両者ともに傷つき、最終的には相互不可侵を結ぶことになった。アニメではラオウが修羅の国編でケンシロウがヒョウに行った「剛拳で肉体を粉砕する戦法」を決行し、さらなる激闘を展開した。

### 銀の聖者 北斗の拳 トキ外伝
- 原作でラオウとの最終決戦に挑もうとするトキに対してケンシロウが挑んだ果し合いについて、本作では北斗拳士同士の果し合いとして、互いの胸にある致命の秘孔を突き合い、突ききる寸前で手を止めるという、一歩間違えば死を招くものとなっている。そして両者は原作通りに北斗天帰掌を交わしてから互いの秘孔を突き合い、お互い死なずに引き分けに終わった。
- 原作でラオウがトキの放つ攻撃を受けながら涙して「効かぬのだ」と言う場面は、本作ではトキの天翔百裂拳を受けて打ち倒されたラオウが、その時自分の頭上に輝いていた死兆星の輝きが消えたのに気付いてから、トキの攻撃を受けて涙し、トキが既に刹活孔を突いていたと明かす。なお、当のトキは刹活孔を突いて得た剛力が消えて自分の体の衰えが始まった自覚が無く、ラオウに放った攻撃が効かないのを見て「致命の秘孔を突いたはず」と内心で動揺していた。

### 真・北斗無双
- 幻闘編サウザーの章で、サウザーは自らが提案しラオウが受け入れたことで開催された北斗と南斗の対抗戦でラオウ・トキ・ジャギと対戦するが、いずれの場合も秘孔の術が効かなかったため勝利した。その後、核戦争後の世界の覇権をめぐって拳王を名乗るラオウと再び戦うが互いに決着はつかず、休戦となるがこの時のラオウとの会話の中でラオウが発した「もう一つの天」に疑問を抱いたサウザーは配下に調べさせた結果修羅の国や北斗琉拳の存在を掴み、海を渡って修羅の国へと攻め込む。そして北斗琉拳の使い手であるヒョウ、そしてカイオウと戦い、彼らの繰り出す破孔の術は尽くサウザーに通じずに終わった。その一方、北斗と南斗の対抗戦でサウザーと戦ったトキはサウザーの体に違和感を覚えており、トキの章においてトキはサウザーの心音が左右逆であると気付き、そこからサウザーの体の謎を解いている。